# Otilonium bromide
Otilonium bromide là một thuốc kháng muscarinic và chẹn kênh calci được sử dụng để làm giảm đau co thắt ruột, đặc biệt là trong hội chứng ruột kích thích.

## Sử dụng trong y tế
Một phân tích tổng hợp của ba thử nghiệm lâm sàng cho thấy otilonium hiệu quả hơn giả dược trong điều trị hội chứng ruột kích thích.

## Dược lý
Otilinium liên kết với cả thụ thể muscarinic và thụ thể tachykinin NK 2. Nó đã được chứng minh là ức chế các kênh calci loại L và T, những hành động có thể góp phần hoặc xác định tác dụng của nó trong ruột.
Khi dùng đường uống, rất ít thuốc được hấp thụ vào phần còn lại của cơ thể, có nghĩa là hầu hết các hành động của nó vẫn bị giới hạn trong hệ thống tiêu hóa.